# Le Mesnil-Guillaume
Le Mesnil-Guillaume – miejscowość i gmina we Francji, w regionie Normandia, w departamencie Calvados.
Według danych na rok 1990 gminę zamieszkiwały 513 osoby, a gęstość zaludnienia wynosiła 133 osoby/km² (wśród 1815 gmin Dolnej Normandii Le Mesnil-Guillaume plasuje się na 432. miejscu pod względem liczby ludności, natomiast pod względem powierzchni na miejscu 979.).